# Minich Károly
Minich Károly (Pest, 1869. március 20. – Budapest, 1938. július 7.) orvos, törvényszéki orvosszakértő, egyetemi tanár, egészségügyi főtanácsos, kórboncnok.

## Életútja
Minich József szobrász és Ősz Emília fiaként született. A Budapesti Tudományegyetemen tanult, ahol 1895-ben orvosi oklevelet szerzett. Tanulmányai végeztével Ajtai K. Sándor törvényszéki orvostani intézetében dolgozott. 1896-ban mint szakértő került a Budapesti Királyi Büntetőtörvényszékhez, majd 1898-tól az Új Szent János Kórházban volt kórboncnok főorvos. 1906-ban a budapesti jogi karon, 1908-ban pedig az orvosi karon szerzett magántanári képesítést. 1920-tól rendkívüli tanár volt a Budapesti Tudományegyetemen, ahol törvényszéki orvostant tanított. 1936-ban vonult nyugdíjba, addig kórboncnok főorvosként dolgozott. Elnöke volt az Törvényszéki Orvosi Vizsgabizottságnak, valamint tagja az Igazságügyi Orvosi Tanácsnak is. 